# Antônio Dexheimer
Antônio Carlos Dexheimer Pereira da Silva (Erechim, 17 de abril de 1944), é um médico e político brasileiro; formado pela Universidade Federal de Ciências da Saúde de Porto Alegre, mestrado e residência pela USP/Hospital das Clínicas em São Paulo; ex-presidente do clube de futebol Ypiranga de Erechim (1980); eleito deputado estadual nas eleições de 1986 e 1990, prefeito de Erechim (1993-1996), diretor-presidente da Fundação Estadual de Produção e Pesquisa em Saúde (1997-1998); atua como cirurgião vascular e médico pericial do INSS, em consultório próprio, na cidade de Erechim; presta serviço através do sistema público de saúde como cirurgião nos hospitais Santa Terezinha e Caridade, ambos na mesma localidade.

## Carreira médica
Em 1964, Antônio Dexheimer é aprovado na UFPEL (Universidade Federal de Pelotas), logo no primeiro ano de funcionamento do curso de medicina.
Após 2 anos em Pelotas, consegue aprovação no vestibular da UFCS (Universidade Federal de Ciências da Saúde de Porto Alegre), e assim volta a morar em Porto Alegre.
Forma-se como médico no ano de 1970. Então com 24 anos, ele já tinha optado pela carreira de cirurgião e aguardava encerrar o curso para iniciar sua residência. Posteriormente, durante 2 anos, adiou planos de continuar sua formação e trabalhou nos hospitais Ernesto Dorneles, Hospital das Clinicas e Hospital Santo Antônio.
Em 1973, Dexheimer foi aprovado no mestrado/residência da USP/Hospital das Clínicas e se mudou para São Paulo. Neste período de estudos, teve contato com a aprimorada técnica de cirurgia vascular. Ramo da medicina que tomaria como atividade para o decorrer da carreira.
Em 1975, assumiu como médico cirurgião do Hospital São Roque, localizado em Seara, Estado de Santa Catarina. Foi em Seara que ganhou o título de “milagreiro”. Um jovem funcionário do frigorífico local tropeçou e caiu com a faca de abrir frango cravada nas artérias do entorno do coração. No hospital não havia equipamento que pudesse separar o conjunto ósseo do peito para que o médico efetuasse a cirurgia. Sem alternativa viável, solicitou que o frigorífico trouxesse o trabalhador mais forte, o homem encarregado de abater bois a machado. O operário, a força de braço, abriu o peito do jovem, pelo tempo que Antônio Dexheimer retirou a faca e restaurou o dano. O jovem viveu e se iniciou uma romaria de curiosos em torno do consultório para conhecer o médico .
Convidado pelo diretor do Hospital de Caridade Tulio Masquinham, volta a Erechim e assume como cirurgião no ano de 1976. Desde então se dedica a medicina nos hospitais da cidade – Caridade e Santa Terezinha - e também atende em seu consultório particular.

## Presidente do Ypiranga
Durante o ano de 1980, foi presidente do Ypiranga Futebol Clube de Erechim, em fase de reconstrução das finanças do clube que, no final dos anos 70, deixou de disputar competições profissionais e se manteve atuante em ligas amadores locais.

## Carreira política
Exerceu mandatos como dirigente partidário, deputado estadual, prefeito, diretor-presidente de fundação de saúde e presidente da AMAU - associação de municípios do Alto Uruguai (1993-1995).

### Deputado estadual (1987-1990)
Ainda que desde 1978 estivesse filiado ao MDB, partido de oposição à ditadura militar, Antônio Dexheimer relutou em se aventurar em pleitos políticos. A partir de 1981 assumiu a coordenação política do PMDB no Alto Uruguai. No ano seguinte, nesta região, comandou a campanha derrotada do então Senador Pedro Simon ao governo do Estado do Río Grande do Sul.
Por insistência de Pedro Simon, novamente candidato a governador nas eleições de 1986, Dexheimer lançou candidatura a deputado estadual. Foi eleito com 26411 votos, sendo o deputado estadual melhor votado de Erechim e região.
Assumiu o mandato 31/01/1987 e logo recebeu indicação para vice-liderança do governo Simon na Assembleia Legislativa. Destacou-se como habilidoso articulador político, com trânsito fácil em sua bancada e também junto de parlamentares opositores.
Suas pautas preferenciais eram a saúde pública e o agronegócio, com destaque à veementemente defesa do produtor de trigo.
Na constituinte estadual de 1989, Dexheimer foi escolhido como presidente da Comissão de Defesa do Cidadão, Saúde e do Meio Ambiente.
Suas principais contribuições acolhidas naquele processo constituinte foram a criação do instituto geral de perícias (IGP) e do Detran/RS, em cisão à policia civil; contributos à normatização ambiental e, sobretudo, no procedimento de legislação constitucional quanto à regionalização do direito à saúde.

### Deputado estadual (1991-1992)
Reeleito deputado estadual em 1990, com 14864 votos,  consolida-se novamente como candidato ao parlamento estadual mais votado em Erechim e região.
Assumiu o mandato em 31/01/1991, porém seu período de legislatura não perdurou até o fim, por decorrência do acolhimento de ação judicial de Antônio Lorenzi, primeiro suplente de deputado estadual do PMDB, que contestava votos de urna manual não computados a ele.
Dexheimer deixa o mandato em 05/05/1992, e fora então declarado primeiro suplente da bancada do PMDB.

### Prefeito de Erechim (1993-1996)
Eleito na eleição municipal de 1992, em pleito que derrotou Narciso Paludo (PFL) e Waldomiro Fioravante (PT), obtidos 50,13%, Antônio Dexheimer destronou sequência de 3 mandatos da coalizão política que governava Erechim.
Dexheimer teve governo marcado principalmente pela realização social, administração fiscal responsável e melhorias de infraestrutura urbana e rural.
O principal legado do mandato de prefeito fora a municipalização, através de compra, em 1994, da fundação hospitalar Santa Terezinha. Antes hospital privado, a casa de saúde tornou-se referência em atendimento gratuito para toda região do Alto Uruguai.
Outras de suas principais realizações passam pela construção da Escola Municipal Caras Pintadas, a criação da feira do produtor rural de Erechim, reforma e revitalização do prédio histórico do Castelinho, a criação do festival gaúcho de teatro amador, o destacado projeto "Mil Estrelhas Brilham em Erechim" para ornamentação do Natal de 1994, construção da usina municipal de asfalto, melhorias urbanas de infraestrutura, investimento em saúde que fez Erechim alcançar a meta de ter unidades básicas em todos os bairros  e, junto à Corsan, a obra da barragem que propiciou melhor abastecimento de água à cidade.

### Fundação Estadual de Produção e Pesquisa em Saúde (1997-1998)
Entre 1997 e 1998, foi diretor-presidente da Fundação Estadual de Produção e Pesquisa em Saúde (FEPPS), na gestão do secretário de saúde Germano Bonow (PFL), no governo de Antônio Britto Filho (PMDB).
Em referência ao ano de 1997, a gestão de Antônio Dexheimer bateu o recorde desta instituição de pesquisa na produção de medicamentos, com 117 milhões de unidades produzidas.
Em 1998, a FEPPS inicia a produção do AZT, com a fabricação de 2 milhões de caixas do medicamento referência no tratamento da epidemia de AIDS.

## Absolvição no Caso Daudt
O chamado Caso Daudt trata do homicídio do jornalista e deputado estadual José Antônio Daudt. Assassinado a tiros, em 05/06/1988, na cidade de Porto Alegre/RS.
Logo nas primeiras horas, após confirmado o falecimento do deputado Daudt, amigos levaram à política civil suspeita de que o autor do homicídio poderia ser Antônio Dexheimer - colega de parlamento e também amigo de Daudt. O motivo apontado seria suposto ciúmes de sua ex-esposa com Daudt. O casamento se encerrara recente, havia 3 meses.
Durante 30 dias de investigações policiais, 4 suspeitos foram investigados: um executivo do extinto Banco Meridional, um procurador do Estado do Rio Grande do Sul, um motorista do jornal Zero Hora e o próprio Antônio Dexheimer. Depois da  fase de inquérito, um tenente da Brigada Militar também foi alvo de investigações.
Todos foram descartados e Dexheimer indiciado em 05/07/1988. Posteriormente, em 15/07/1988, é denunciado pelo Ministério Público e levado a julgamento ao pleno do Tribunal de Justiça do Rio Grande do Sul, em razão do foro privilegiado por sua condição de deputado.
Enquanto a acusação sustentava que o crime ocorrera por ciúmes de Dexheimer com ex-esposa e Daudt, acompanhada de fatos como Dexheimer ser exímio atirador e praticante de caça; ter estado fora de casa próximo a hora que Daudt foi baleado; ter em sua posse veículo Monza assemelhado ao do autor dos disparos e armas de calibre idêntico as do crime (Espingarda Calibre 12). A defesa, patrocinada pelo escritório do afamado advogado criminalista Oswaldo de Lia Pires, pontuava sobre a condição de amizade de réu e vítima, sabida por todos; a orientação homossexual de Daudt; o álibi da cronometragem do tempo de chegada em casa se dar anterior a dos disparos que vitimaram Daudt; e a carência de provas técnicas que ligassem efetivamente Dexheimer ao crime.
No dia 23/08/1990, Antônio Dexheimer foi absolvido, pelo pleno do TJ/RS, por larga maioria de 14 votos pela absolvição (5 por não reconhecimento da autoria e 9 votos por falta de prova) e 7 votos que pediriam a condenação.
Nas palavras do paradigmático voto do eminente Desembargador Alaor Terra:
"Assim, resumidamente, embora reconheça que há elementos indicativos indiciários, esbarro na aceitação desses elementos naquelas duas dificuldades: a impossibilidade, para mim, de ter sido o réu quem esteve naquele auto, pelos argumentos já expostos, e porque o réu tem ainda aquele álibi, para mim, provável, se achar exagerado dizer provável,  possível. Mas também as provas, os elementos, melhor dito, de que se vale, de que se dispõe a acusação, estão no mero grau de possibilidade, também. Então, na mesma categoria, anulam-se." 
O Caso Daudt é um crime refletido em livros e vários trabalhos acadêmicos de todo tipo. Comumente, apontado como exemplo de sensacionalismo jornalístico pela postura ativista que determinados meios de comunicação e profissionais de imprensa tiveram frente ao crime e fatos do entorno.
Em 05/06/2008, o Caso Daudt prescreveu, tornando-se notório exemplo de impunidade, atestada a incapacidade das instituições do Estado do Rio Grande do Sul em encontrar o autor de crime de tamanha comoção social.